# Grimoald Ier de Bénévent
Pour les articles homonymes, voir Grimoald Ier et Grimoald de Bénévent.
Grimoald Ier de Bénévent (mort en 671) est un duc de Bénévent de 647 à 662 devenu roi des Lombards de 662 à 671. 

## Biographie

### Origine
Grimoald naît vers l'an 610, fils du duc lombard Gisulf II du Frioul et de Ramhilde, une probable fille de Garibald, duc de Bavière. Après avoir échappé avec ses frères à la captivité chez les Avars, il préfère s'exiler avec son frère aîné Rodoald ou Rodoald à Bénévent chez leur parent le duc Arigis, lorsque leur oncle Grasulf II devient duc de Frioul après la mort de leurs aînés Tacco et Kakko.

### Prince de Bénévent
Il succède à son frère Rodoald à la tête du duché de Bénévent en 647. En 662, le roi lombard Godepert sollicite l'aide de Grimoald, également arien, contre son frère Perctarith, par l'intermédiaire de son ambassadeur Garibald, duc de Turin. Grimoald confie son duché de Bénévent à son fils Romuald et s'empresse de se rendre à Pavie, où il tue Godepert, se proclame roi des Lombards et épouse la princesse Théodota, fille du roi catholique Aripert.

### Roi des Lombards
Bon chef de guerre, son règne est marqué par de nombreuses guerres aux frontières. Il est victorieux à plusieurs reprises des Byzantins dirigés par l'empereur Constant II en personne, qui avait assiégé Bénévent, des Francs, alliés du roi Perctarith, à Asti, des Avars, chez qui il avait été otage dans sa jeunesse, et enfin des peuplades slaves du nord-est de l'Italie, tout en soumettant la noblesse rebelle et les duchés autonomistes, comme ceux de Spolète et du Frioul. Pour soumettre ce dernier, il fait appel à des Avars pour dévaster le duché. Il meurt naturellement en 671. Sa mort marque le début de la puissance de la noblesse face au pouvoir royal.
Sur le plan religieux, il semble que Grimoald soit resté un arien encore fortement imprégné de paganisme lombard (pas encore disparu chez les Lombards de Bénévent), malgré son union avec une princesse catholique; en tout cas, il ne se sent que très peu concerné par la religion en général et reste assez hostile à l'Église et à la Papauté. Il est cependant à l'origine du culte de saint Michel parmi les Lombards, ces derniers le percevant comme un saint guerrier protecteur de leur peuple. Il semble également que saint Michel ait probablement remplacé leur ancien dieu de la guerre, Wotan (ou Odin), christianisé en saint-Michel.

### Union et postérité
Grimoald épouse d'abord une femme qui nous est anonyme, mariage dont sont issus :
- Romuald Ier, duc de Bénévent ;
- Gisa, donnée comme otage aux Byzantins après le siège de Bénévent, elle meurt en Sicile ;
- une fille, épouse de Transamund d'abord comte de Capoue puis duc de Spolète.

Grimoald épouse ensuite Théodota, fille d'Aripert, roi des Lombards, mariage dont :
- Garibald, roi des Lombards.

## Les Bulgares de Bénévent
Le roi Grimoald est à l'origine de la présence de Proto-Bulgares en bénéventin. Après avoir accueilli vers 666 ces derniers comme simples mercenaires avec leur khân Alzek ce dernier décide de rester en Italie. Ce dernier est alors envoyé avec ses hommes à Bénévent par Grimoald qui les fait installer avec femmes et enfants par son fils Romuald, Alzek devenant un « gastald » lombard. Les Bulgares s'implanteront en Molise, région assez rude et pauvre située au nord de Bénévent, sur des terres dépeuplées comportant principalement les cités de Sepino, Bojano, Campobasso, Isernia, Vicenne ; le chef-lieu bulgare était situé dans l'actuel village de Cantalupo nel Sannio, dont le nom viendrait du bulgare « Khân-Teleped », signifiant la « Base du Khân ».
Ces Bulgares forment un groupement distinct au moins jusqu'au début du IXe siècle, conservant leurs us et coutumes et même leur langue venue d'Asie centrale : plus d'un siècle après leur venue en Italie, ces Bulgares, pourtant peu nombreux, continuaient à parler la langue de leurs ancêtres. L'érudit lombard Paul Diacre les mentionne également dans son précieux ouvrage Histoire des Lombards (fin du VIIIe siècle), précisant que ce détachement du peuple bulgare, connu sous le nom de « Bulgares de Bénévent », pratiquait toujours leur langue d'origine tout en parlant le latin. Des détachements slaves suivent les Bulgares et se fixent également dans la région. Ils cessent probablement de former un groupe distinct au cours du IXe siècle. Cependant, il semble encore qu'en pleine époque de l'Italie normande (XIe siècle/XIIe siècle), certains groupes se définissent encore comme étant des Bulgares, justement dans la région du Molise, à moins qu'ils fussent issus d'une immigration récente.

## Héritages
- De nombreuses tombes caractéristiques des peuples de cavaliers de la steppe (tombes à inhumation des chevaux, avec ou sans guerrier), ont été retrouvées en Molise et dans les Abruzzes, notamment plusieurs dizaines de tombes dans la région de Vicenne-Campochiaro, d'inspirations germaniques et asiatiques (Turco-mongols).
- Génétiquement, il semble que ces Proto-Bulgares (non-slavisés), clairement asiatiques (turco-mongols), ont laissé des traces parmi la population locale. L'isolement de cette région d'Italie méridionale, très rurale et peu peuplée, et peu touchée par les vagues d'invasions et d'immigrations, a certainement favorisé le fait que ces Bulgares ont pu marquer lentement et en profondeur cette région et ses habitants. Et il semble qu'il existe encore de nos jours un certain nombre d’Italiens de la région du Molise et des alentours ayant conservé un type physique « exotique » (faciès à caractère mongoloïde notamment), héritage possible de ces anciens cavaliers asiates implantés dans ces terres retirées et assez désertifiées.
- Culturellement, peut-être également une influence sur les costumes traditionnels de la région et la gastronomie.

### Grimoald dans les arts
- Grimoaldo duca di Benevento al trono dei Longobardi, drame historique en cinq actes de G. Ghizzolini. Milan : Typographie Valentini et C., 1852, 155 p.

### Sources
- Gianluigi Barni, La Conquête de l'Italie par les Lombards. VIe siècle. « Les Événements : Le Mémorial des Siècles ». Éditions Albin Michel, Paris, 1975  (ISBN 2226000712).
- Paul Diacre, Histoire des Lombards, Livres IV et V.